# McGrew (Nebraska)
McGrew é uma vila localizada no estado americano de Nebraska, no Condado de Scotts Bluff.

## Demografia
Segundo o censo americano de 2000, a sua população era de 103 habitantes.
Em 2006, foi estimada uma população de 101, um decréscimo de 2 (-1.9%).

## Geografia
De acordo com o United States Census Bureau, a localidade tem uma área de 1,0 km², sem área coberta por água.

## Localidades na vizinhança
O diagrama seguinte representa as localidades num raio de 24 km ao redor de McGrew.